# Battaglia di Arapey
La battaglia di Arapey fu uno scontro armato combattuto nell'ambito dell'invasione luso-brasiliana della Provincia Orientale del Río de la Plata tra l'esercito del Regno Unito di Portogallo, Brasile e Algarve e le milizie orientali, poste a difesa del territorio da José Gervasio Artigas.
La battaglia ebbe luogo il 3 gennaio 1817 nei pressi del torrente Arapey, nel dipartimento di Salto, attuale Uruguay. I luso-brasiliani, guidati da José de Abreu, riuscirono a cogliere di sorpresa le milizie nemiche, mettendole in fuga. Il giorno successivo, la battaglia del Catalán si concluse con un'ulteriore sconfitta per le truppe orientali.

## Antefatti
Il piano ideato da José Gervasio Artigas, che prevedeva una controffensiva orientale in territorio brasiliano, in modo tale da tagliare i collegamenti alle truppe che Carlos Frederico Lecor stava guidando verso Montevideo, era fallito definitivamente il 27 ottobre 1816 con la sconfitta nella battaglia di Carumbé. Artigas era quindi stato costretto a ripiegare sul torrente Arapey, dove si era dedicato alla riorganizzazione delle sue truppe. Nell'esercito del Regno Unito di Portogallo, Brasile e Algarve, intanto, a dicembre il marchese di Alegrete, governatore del Rio Grande do Sul, aveva rilevato il generale Joachim Xavier Curado al comando del fronte settentrionale, con l'obbiettivo di dare un maggiore impulso all'offensiva luso-brasiliana.
Il 20 dicembre 1816 Alegrete, che dal suo servizio informazioni aveva saputo che Artigas era vicino e pronto ad attaccarlo, distaccò 500 uomini di cavalleria al comando del brigadiere Thomaz da Costa con l'obbiettivo di raggiungere le alture di Santa Ana e farsi vedere dal nemico prima di reincorporarsi nel grosso dell'esercito, simulando in tal modo una falsa direzione di attacco. Artigas fece uscire in direzione delle colline 3400 uomini e 2 pezzi d'artiglieria al comando di Andrés Latorre, mentre lui rimase nel suo accampamento sul torrente Arapey con un'esigua riserva composta da un numero compreso tra i 400 e i 500 soldati.
Mentre il marchese di Alegrete attraversava il Río Cuareim invadendo il territorio della Provincia Orientale, a 8 leghe di distanza Latorre compiva il processo contrario, entrando in territorio brasiliano; accortosi della manovra del nemico, cambiò direzione e marciò lungo la riva destra del fiume cercando il passaggio per attraversarlo nuovamente e piombare sulla retroguardia di Alegrete, che nel frattempo aveva occupato una forte posizione sul torrente Catalán, affluente del Río Cuareim, appoggiando la linea di battaglia sul corso d'acqua.

## La battaglia
La notte del 2 gennaio 1817, il comandante portoghese lanciò contro l'accampamento di Artigas un corpo di 600 uomini e 2 pezzi d'artiglieria al comando del tenente colonnello José de Abreu; interpose inoltre un reggimento di dragoni tra l'obbiettivo nemico e le alture di Santa Ana, con lo scopo di fungere da riserva all'attacco e nel contempo di osservare le mosse di Latorre. Dopo una silenziosa marcia notturna Abreu guadò il torrente Arapey all'alba del 3 gennaio senza essere scorto e arrivò nei pressi dell'accampamento nemico, situato tra due alture; dopo aver puntato i due pezzi a sua disposizione sul centro di esso fece lanciare l'attacco.
Le truppe orientali, attaccate ai lati, furono costrette a concentrarsi nel centro, dove rimasero scoperte al tiro dell'artiglieria luso-brasiliana. Artigas lasciò sul campo 80 soldati; lo stesso caudillo rischiò di essere catturato, prima di riuscire fortunosamente a fuggire. Gli orientali furono costretti ad abbandonare una grande quantità di approvvigionamenti, armi e bestiame; l'accampamento fu saccheggiato e incendiato dalle truppe luso-brasiliane.

## Conseguenze
Dopo la vittoria, Abreu tornò la sera stessa a mezza lega dal resto dell'esercito luso-brasiliano senza avvisare nessuno del suo ritorno; il giorno successivo Latorre attaccò l'esercito di Alegrete, e solo l'arrivo inaspettato delle truppe vittoriose sull'Arapey consentirono la vittoria luso-brasiliana nella battaglia del Catalán.
Con la disfatta delle truppe di Artigas, il marchese di Alegrete restituì il comando del fronte settentrionale al generale Curado, che si ritirò sulla sponda destra del Río Cuareim. Lungi dall'accontentarsi di aver espulso le truppe orientali, il governatore del Rio Grande do Sul ordinò al brigadiere Francisco das Chagas Santos di invadere il territorio del comando generale di Misiones.